# Eremogone biebersteinii
Eremogone biebersteinii är en nejlikväxtart som först beskrevs av Diederich Franz Leonhard von Schlechtendal, och fick sitt nu gällande namn av Josef Holub. Eremogone biebersteinii ingår i släktet Eremogone och familjen nejlikväxter. Inga underarter finns listade i Catalogue of Life.